# 2014년 8월
| 2014년: 1월 · 2월 · 3월 · 4월 · 5월 · 6월 · 7월 · 8월 · 9월 · 10월 · 11월 · 12월 |

| <          | 2014년 8월  | 2014년 8월 | 2014년 8월 | 2014년 8월 | 2014년 8월 | >          |
| 일         | 월          | 화         | 수         | 목         | 금         | 토         |
|            |             |            |            |            | 1 7.6 갑진 | 2 7 을사   |
| 3 8 병오   | 4 9 정미    | 5 10 무신  | 6 11 기유  | 7 12 경술  | 8 13 신해  | 9 14 임자  |
| 10 15 계축 | 11 16 갑인  | 12 17 을묘 | 13 18 병진 | 14 19 정사 | 15 20 무오 | 16 21 기미 |
| 17 22 경신 | 18 23 신유  | 19 24 임술 | 20 25 계해 | 21 26 갑자 | 22 27 을축 | 23 28 병인 |
| 24 29 정묘 | 25 8.1 무진 | 26 2 기사  | 27 3 경오  | 28 4 신미  | 29 5 임신  | 30 6 계유  |
| 31 7 갑술  |             |            |            |            |            |            |

| - 8월 11일-로빈 윌리엄스 - 8월 24일 - 터키 대통령 선거 2차전 - 8월 24일 - 압하스 대통령 선거 - 8월 12일 - 레바논 대통령 선거 10차전 - 8월 10일 - 터키 대통령 선거 1차전 편집하기 |

## 2014년 8월 30일 (토요일)
정치
- 레소토에서 쿠데타가 발생했다.

## 2014년 8월 26일 (화요일)
군사 충돌
- 팔레스타인의 이스라엘과 하마스가 무기한 휴전에 합의했다.[1][2]
- 이슬람 수니파 무장단체 이슬람국가(IS)가 미국인 여성을 납치하여 몸값으로 660만 달러를 요구하고 텍사스 교도소에 수감중인 테러리스트 아피아 시디키의 석방을 요구하였다.[3]

## 2014년 8월 25일 (월요일)
사회
- 대한민국 경남지역에 집중호우가 내려, 부산과 경상남도 지역에 엄청난 피해가 발생했다. 사망자와 다수의 이재민이 발생했으며, 고립, 산사태, 지하철 운행 중단, 고리원전 2호기 운전 중단 등 피해가 속출했다.
- 부산지하철 1,2,4 호선 일부 구간이 집중호우로 침수되어 운행 중단 사태가 벌어졌으며, 동해남부선에서도 산사태가 발생해 부산진역에서 태화강역까지 열차 운행이 전면 중단되었다. 또 창원에서는 불어난 물에 마을버스가 떠내려가 하천에 가라앉으면서 2명이 숨지고 6명이 실종되었다.

## 2014년 8월 24일 (일요일)
정치
- 보코 하람이 이슬람 국가를 선포했다.[4]

## 2014년 8월 23일 (토요일)
정치
- 러시아가 구호물자를 실은 트럭들을 일방적으로 우크라이나에 통과시키면서 '구호를 명분으로 친러 반군을 보낸 것이 아니냐'는 우려가 있다.[5]
- 팔레스타인 무장단체 하마스가 이스라엘 협력자 18명을 공개 처형했다.[6]
- 이스라엘과 하마스가 2014년 7월 8일 교전을 시작한 이후 사망자 수가 팔레스타인 2,095명, 이스라엘 68명이 되었다.[6]
- 미국 국무장관 존 캐리의 중재로 압둘라흐 압둘라흐와 아스라프 가니가 2014년 아프가니스탄 대선의 재검표에 합의했다.[7]

## 2014년 8월 22일 (금요일)
정치
- 조선민주주의인민공화국이 2014년 아시안 게임에 선수 150명을 포함해 모두 273명의 선수단과 임원을 파견하겠다고 밝혔다.
- 중화인민공화국이 중국의 개혁개방을 주도했던 덩샤오핑 탄생 110주기를 맞이하였다.

사회
- 세월호 침몰 사고 진상 규명을 위해 광화문에서 40일째 단식하던 "유민아빠" 김영오씨가 결국 오전 119구급차에 실려 서울특별시립동부병원으로 이송되었다.
- 서울 교대역 인근 도로가 약 1m 함몰되어 지나가던 승합차의 앞바퀴가 빠지는 사고가 발생했다.

문화
- 영화 명량의 국내 관객수가 1500만 명을 돌파했다.

## 2014년 8월 21일 (목요일)
사회
- 대한민국 서울 지하철 9호선 공사장 인근의 인도에서도 싱크홀이 발생하였다.
- 폭우로 대한민국 경상북도 영천의 괴연저수지의 둑이 붕괴되어 주민들이 대피하였다. 3개월 전부터 인근 주민이 둑 보수를 요청했었다는 점에서 인재라는 비판을 피할 수 없게 되었다.[8]
- 대한민국 국토교통부가 광역버스 입석금지 조치를 25일자로 일시 해제한다고 발표했다.
- 일본 히로시마시에서 산사태가 발생해 46명이 사망·실종되었다. 한국인 사상자는 2명이었다.

## 2014년 8월 20일 (수요일)
정치
- 이라크 수니파 무장반군 이슬람국가(IS)가 납치됐던 미국인 기자, 제임스 폴리를 미국의 이라크 공습에 대한 보복으로 처형했다며 동영상을 공개했다.[9]
- 이스라엘과 팔레스타인 무장 단체 하마스 간 교전이 9일만에 재개되었다.[10]

경제
- 뱅크 오브 아메리카가 2008년 세계 금융 위기 이전 위험 주택저당증권 판매에 대해 미화 160억 달러 이상의 벌금을 지불하는 것에 동의했다.[11]

사회
- 대한민국 경주에서 최근 완공된 방사능폐기물처리장 지하에 지진단층이 발견되었다.[12]
- 아르헨티나에서 교황 프란치스코의 조카 일가족이 교통사고를 당해 교황의 조카는 중상을 입고, 조카의 부인과 두 아들은 사망하였다.[13]
- 아프리카 라이베리아에서 집단 탈출했던 에볼라 바이러스 감염 의심 환자 17명이 스스로 다시 돌아왔다.[14][15]
- 마이클 브라운 총격 사건이 일어난 미국 미주리주 퍼거슨 시 인근에서 경찰 총격으로 20대 흑인 청년이 또 사망하였다.[16]

## 2014년 8월 19일 (화요일)
사회
- 미국 미주리 주의 마이클 브라운 총격 사건에 대해 백인들을 중심으로 브라운을 숨지게 한 윌슨 경관을 지지하는 맞불시위가 벌어졌다.[17]

## 2014년 8월 18일 (월요일)
사회
- 교황 프란치스코가 4박 5일의 방한 일정을 마치고 대한민국에서 출국하였다.
- 미국 미주리주 퍼거슨시에서 10대 흑인 청년의 경찰에 의한 피살 사건으로 일어난 소요 사태가 확산되어, 주 정부는 퍼거슨시에 비상사태를 선포하고 야간 통행 금지 조치를 내렸다.[18]
- 故 김대중 전 대통령의 서거 5주기 추도식이 열렸다.

## 2014년 8월 17일 (일요일)
사회
- 괴한이 라이베리아 에볼라 치료소를 습격해 환자 중 일부가 탈출하였다.[19]

## 2014년 8월 14일 (목요일)
사회
- 교황 프란치스코가 4박 5일의 일정으로 대한민국을 방문하였다.

국제
- 조선 민주주의 인민 공화국에서 동해상으로 단거리 발사체 3발을 발사하였다.

## 2014년 8월 10일 (일요일)
사회
- 이란 테헤란 메흐라바드 국제공항에서 세파한 항공 5915편이 추락하여 38명이 사망했다.

## 2014년 8월 8일 (금요일)
정치
- 버락 오바마 미 대통령이 이라크 북부의 민간인 및 미국인들을 보호하는 정도의, 수니파 반군에 대한 부분적인 공습을 승인하였다.[20]

사회
- 세계보건기구(WHO)가 서부 아프리카 국가들에서 확산되고 있는 에볼라 바이러스 사태 사태와 관련 국제 공공보건 비상사태를 선포했다.[21]

## 2014년 8월 4일 (월요일)
사회
- 에볼라 바이러스로 인해 서아프리카의 라이베리아·기니·시에라리온과 나이지리아에서 사흘동안 58명이 추가로 숨지며 에볼라 바이러스로 인한 사망자는 총 826명이 되었다.[22]
- 미국 오하이오주에선 주요 식수원인 이리호의 정수 시설에서 허용치의 10배를 넘는 독성 물질 마이크로시스틴이 발견돼 식수 공급이 중단됐다.[23]

## 2014년 8월 3일 (일요일)
사회
- 중국 서남부 윈난성에서 규모 6.5의 강진이 발생해 400명 가까이 사망하고 2천 명 가까이 부상당했다.[24]

## 2014년 8월 1일 (금요일)
사회
- 중화민국 가오슝시에서 연쇄 가스 폭발 사고가 일어나 26명이 사망하고 266명이 부상을 입었다.